# Super Shuttle 400

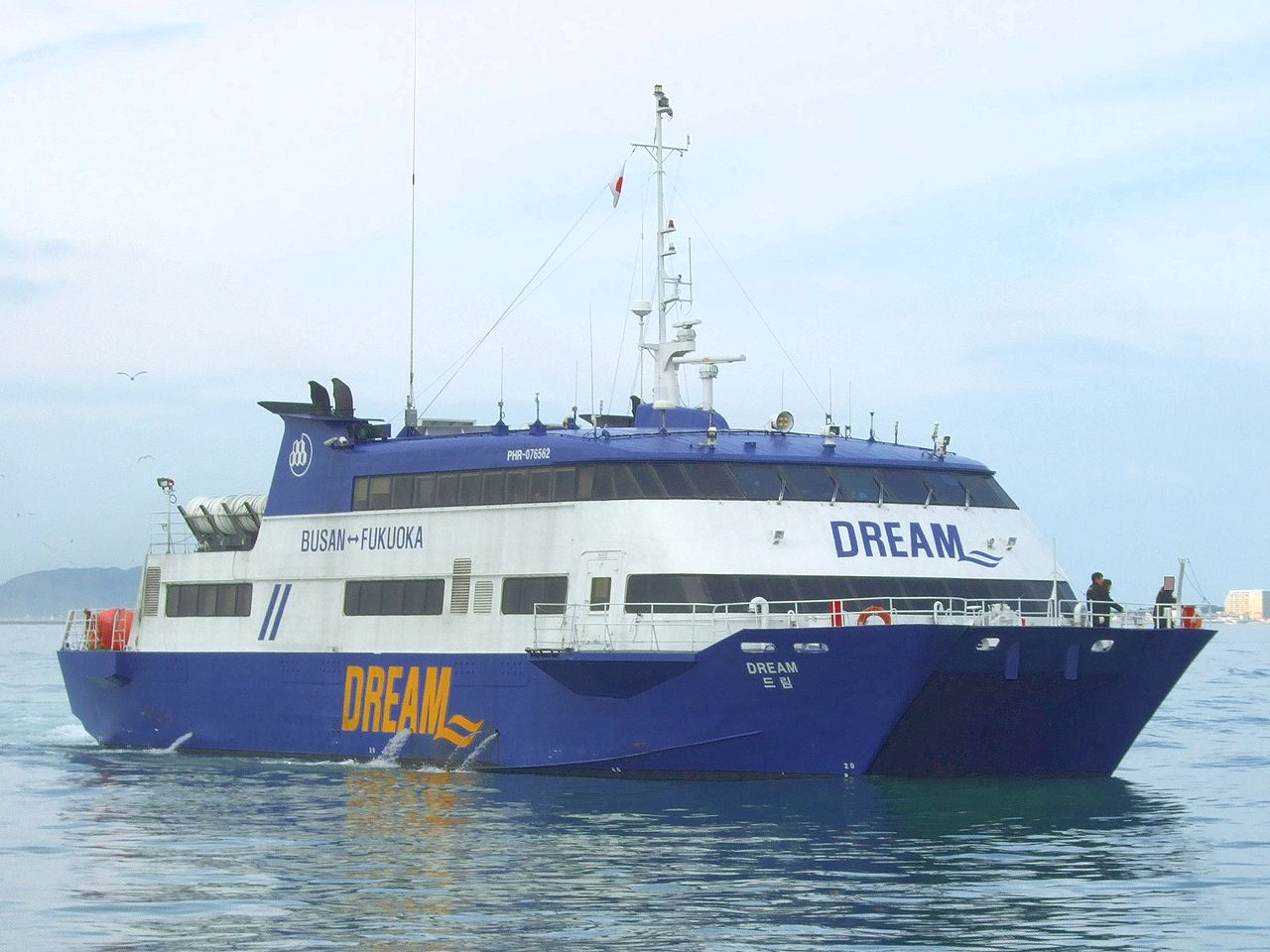
於大亞高速海運服役時的「Dream」（原「Rainbow」）Super Shuttle 400型水翼輔助雙體船

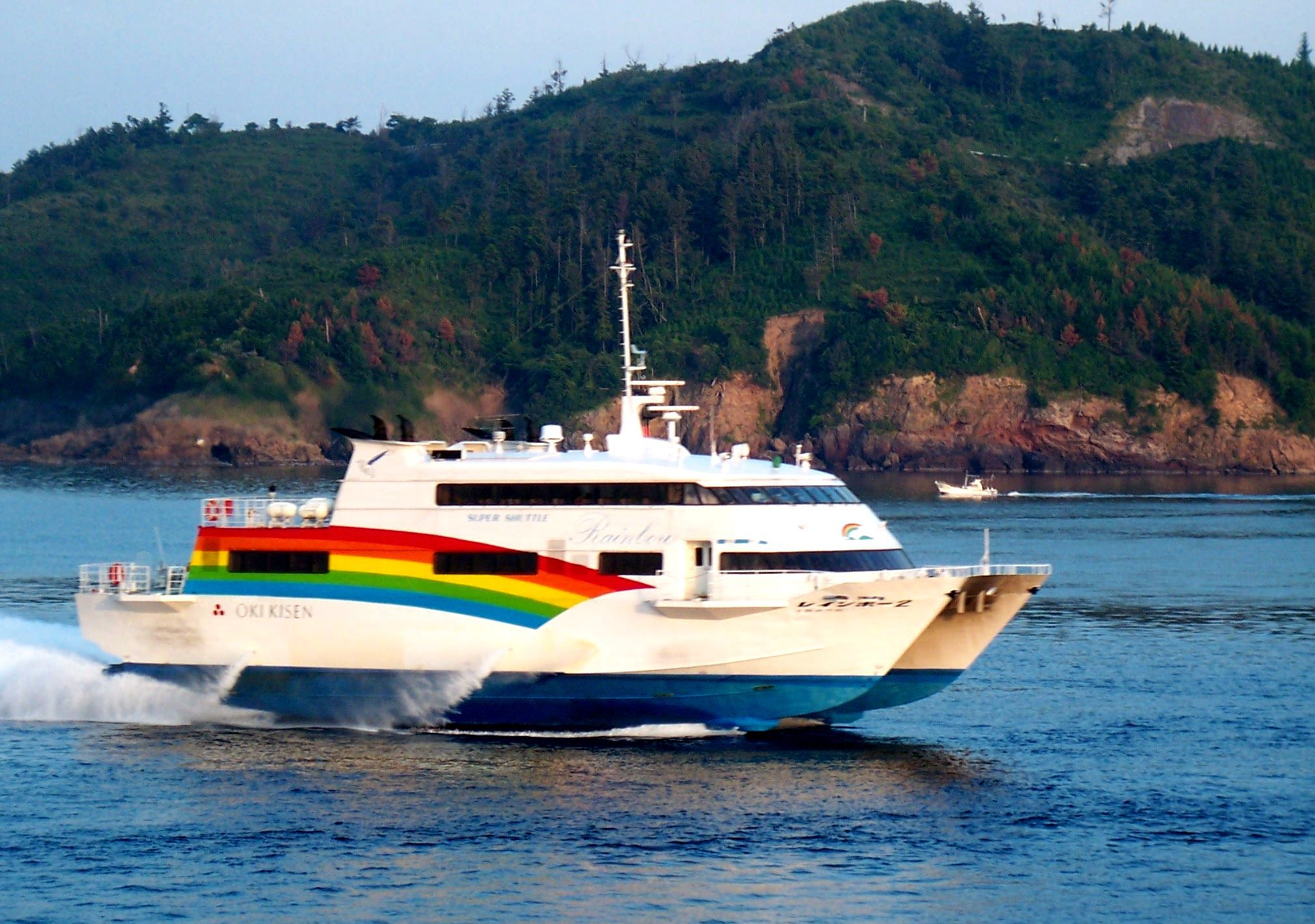
於隱岐汽船服役時的「Rainbow 2」Super Shuttle 400型水翼輔助雙體船

Super Shuttle 400型水翼輔助雙體船，由日本三菱重工業生產，僅生產了兩艘，全由隱岐汽船購入。

## 概要
此型號水翼船採用雙體船身並附四組全浸式水翼，使用三菱重工業製柴油引擎推動噴水推進器驅動。

## 規格
- 速度：45.4節
- 長度：33.43米
- 寬度：11米
- 塑造深度：4.2米
- 主機：四具三菱重工業製S16R-MTK-S型柴油機
- 旅客定員：300/317名
- 總重：304噸

## 運用
此款船隻於1992年首次投產，首艘船隻於1993年3月完工，並由隱岐汽船購入，命名為「Rainbow」，行走隱岐群島至松江市航線。但是，此船已於2007年退役，及後曾轉售予大亞高速海運以營運南韓釜山港國際渡輪碼頭至日本對馬市航線。目前，船隻已再次轉售往馬來西亞，並改於巴生港註冊，2018年在翻修期間因風暴而被吹至鄰近舟山群島的水域。
至於另一艘同款船隻則於1998年完工，亦由隱岐汽船購入，命名為「Rainbow 2」，但已於2013年11月30日退役，去向不明。

## 註腳
1. ↑  .   [2020-10-26]. （原始内容存档于2020-11-01）.
2. ↑  .   [2019-07-17]. （原始内容存档于2019-07-17）.
3. ↑  “高速船レインボー2　16年の航海に幕” . 山陰中央新報，2013年11月30日

## 關連項目
- 波音929：單體水翼船，在日本獲廣泛應用
- Foilcat：世界上另一款水翼輔助雙體船